# Cumandá (Trolebús de Quito)
Cumandá es la vigésima parada del Corredor Trolebús, en el centro de la ciudad de Quito. Se ubica sobre la avenida Maldonado, intersección con el bulevar 24 de Mayo, en la parroquia Centro histórico. Fue construida durante la administración del alcalde Jamil Mahuad Witt, quien la inauguró en el 17 de diciembre de 1995 dentro del marco de la primera etapa operativa del sistema, que funcionaba entre las paradas El Recreo y Teatro Sucre.
El 27 de mayo de 2016, durante la alcaldía de Mauricio Rodas, fue reinaugurada tras un proceso de remodelación que incluyó no sólo el cambio de aspecto de la estructura con vidrio transparente y techos ecológicos, sino que también se la adecuó internamente con red gratuita de wifi, iluminación led, accesibilidades para gente con discapacidad y un moderno sistema de vigilancia.
Toma su nombre de la desaparecida terminal terrestre homónima, que ocupaba los predios del actual parque urbano Cumandá, que se encuentra en el lado oriental de la parada. Esta estación sirve al sector circundante, considerado patrimonio de la humanidad, a cuyos alrededores se encuentran, además del mencionado parque, la calle turística de La Ronda (corazón bohemio de la ciudad a finales del siglo XIX y comienzos del siglo XX), el antiguo Teatro Cumandá, mansiones coloniales convertidas en soluciones habitacionales, museos como el Interactivo de Ciencia, galerías de arte, restaurantes, hoteles y locales comerciales.
Su iconografía representativa muestra el rostro de la joven indígena Cumandá, protagonista de la novela romántica escrita por el ambateño Juan León Mera a finales del siglo XIX.